# Johann Edwin Wolfensberger
Johann Edwin Wolfensberger (* 18. Juni 1873 in Kaufbeuren, Allgäu; † 20. November 1944 in Zürich) war ein Schweizer Drucker deutscher Herkunft.

## Biografie
Wolfensberger absolvierte in Kempten (Allgäu) eine Lehre als Lithograf. Er arbeitete danach als Maschinenmeister in München, bei Müller & Trüb in Aarau und bei der Art. Institut Orell Füssli AG in Zürich. Dort arbeitete er ab 1902 als selbstständiger Lithograf. Er gründete die Graphische Anstalt J.E. Wolfensberger, welche „zum Inbegriff für Qualität im Gebrauchsdruck und in der künstlerisch gestalteten Werbung“ wurde. Er war für seine Reklamelithografie, Künstlerplakate und insbesondere seine „Wolfsbergdrucke“ bekannt, die zur Popularisierung der Kunst beitrugen. Heute befindet sich die Graphische Anstalt J. E. Wolfensberger AG in Familienbesitz in vierter Generation. Die Steindruckerei Wolfensberger wird von Thomi Wolfensberger weitergeführt.